# Kamehameha III

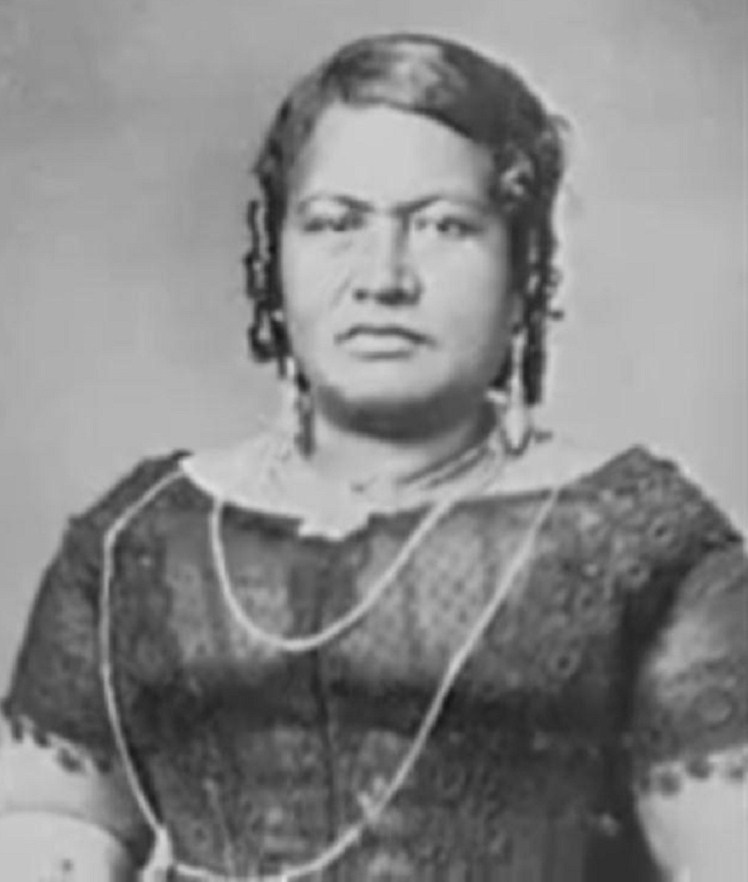
Reina consorte Kalama.

Kamehameha III, (¿11 de agosto de 1813?-15 de diciembre de 1854) fue Rey de Hawái desde 1825 hasta 1854, siendo el monarca hawaiano con el reinado más largo. Kamehameha adoptó este nombre al subir al trono, siendo Kauikeaouli su nombre antes de ser rey (significa Lugar en el azul firmamento).

## Biografía
Kamehameha nació en la Isla de Hawái, también conocida como Isla Grande. Era el segundo hijo de Kamehameha I, conocido como El Grande, y la reina Keōpūolani. Su hermano mayor y el primogénito era Liholiho, once años mayor que él, y que tomaría el nombre de Kamehameha II al subir al trono de Hawái.
Se dice que Kauikeaouli tuvo una infancia conflictiva. Se debatió entre seguir la doctrina cristiana puesta en el reino por la que fuera primera ministra de Hawái (Kuhina Nui en hawaiano) Kaʻahumanu, y los deseos de retornar a las viejas tradiciones hawaianas. Bajo la influencia del entonces gobernador de O'ahu, Boki, y un joven sacerdote hawaiano-tahitiano llamado Kaomi, compañero aikāne de Kauikeaouli, se rebeló contra sus enseñanzas cristianas, creó la orden secreta de Hulumanu (Pluma de pájaro) y nombró a Kaomi su cogobernante en lugar de Kīnaʻu.

## Reinado
Kauikeaouli tenía sólo 11 años cuando subió al trono en junio de 1825, 11 meses después de la muerte de su hermano mayor Liholiho. Durante los siguientes siete años, fue guiado por la reina regente Kaʻahumanu y el gran jefe Kalanimoku de Maui. Tras la muerte de Kaʻahumanu en 1832, ésta fue sustituida por Elizabeth Kīnaʻu, hermana de padre de Kauikeaouli, que ocuparía el cargo de primera ministra entre 1832 y 1839 con el nombre de Kaʻahumanu II. Kīnaʻu falleció cuando Kauikeaouli tenía 25 años, y el joven rey se sintió superado por las responsabilidades del reinado.
Cuando Kauikeaouli accedió al trono, la población de nativos en Hawái rondaba los 150.000 individuos, menos de la mitad de la población que existía en tiempos de la llegada a las islas del capitán James Cook en 1778. Durante su reinado, esta cifra volvería a reducirse de nuevo a la mitad, debido en parte a una epidemia de viruela.
En 1839, ante la amenaza de guerra por parte de Francia, se legalizó la Iglesia católica y se estableció el primer código de derecho legislado. También aprobó la primera constitución de Hawái en 1840. Dos años más tarde trasladaría la capital desde Lāhainā a Honolulu.
En 1843, el capitán británico George Paulet presionó al monarca para rendir del reino de Hawái a la Corona británica y ocupó Hawái, pero Kamehameha III informó a Londres de las acciones ilegítimas del capitán, logrando que se restaurara la independencia en el reino. Fue durante este breve período de incertidumbre en el que el rey pronunció las palabras que se convertirían en el lema de Hawái:

"Ua Mau ke Ea o ka ʻĀina i ka Pono", "La vida en tierra está perpetuada en lo necesario."

Menos de cinco meses más tarde, el 29 de julio, el almirante británico Thomas devolvió la soberanía del reino a Kamehameha III. Desde entonces, en esa fecha se celebra el Día de la Restauración de la Soberanía (Ka La Hoʻihoʻi Ea en hawaiano, y Sovereignty Restoration Day en inglés), la fiesta nacional oficial del reino.
Una de sus acciones más destacadas fue la aprobación en 1848 de la ley conocida como Gran Mahele. Dicha ley redistribuía las tierras entre el gobierno, el rey, los nobles y los plebeyos. La mayoría de estos últimos ignoraban o no eran conscientes del programa y salieron perdiendo en el reparto. Por primera vez se permitió a los extranjeros poseer tierras en Hawái. En 1849, el almirante francés Legoarant de Tromelin saqueó Honolulu después de que el monarca se negara a satisfacer sus demandas. El último acto de relevancia de Kamehameha III fue la aprobación de la constitución de 1852 que liberalizaba enormemente la política.
En 1852, un grupo de misioneros partió de Hawái rumbo a las islas de Micronesia. Llevaban consigo una carta de presentación con el sello oficial de Kamehameha III, rey de las islas Hawái. La misiva, escrita originalmente en hawaiano y dirigida a los gobernantes de las islas del Pacífico, decía: “Parten para vuestras islas algunos maestros del Dios Altísimo, Jehová, con la intención de daros a conocer Su Palabra para que recibáis salvación eterna. [...] Os encomiendo estos buenos maestros para que los tratéis con estima y amistad, y os exhorto a escuchar sus instrucciones. [...] Os aconsejo que os deshagáis de los ídolos, aceptéis al Señor Jehová como Dios, le deis culto y lo améis, pues él os bendecirá y salvará”. 
Conforme pasaron los años, Kauikeaouli acabó resignándose al panorama cambiante de Hawái. Su naturaleza rebelde se ablandó y su autoridad acabó siendo influenciada por personas allegadas. En 1854, su ministro de Asuntos Exteriores, Robert Wyllie tuvo que "determinar el punto de vista de los Estados Unidos en relación a la anexión a ellos de estas Islas."
Kauikeaouli murió en 15 de diciembre de 1854 a la edad de 41 años. Fue sucedido en el trono por su sobrino e hijo adoptivo Alexander Liholiho, que reinaría como Kamehameha IV. Sus hijos legítimos fallecieron en la infancia, y tuvo dos hijos extramatrimoniales con su amante Jane Lahilahi Young (que fue hija del consejero real de Kamehameha I, John Young Olohana).

## Distinciones honoríficas
- Soberano Gran Maestre (y fundador) de la Real Orden de la Corona de Hawái (Reino de Hawái, 07/1848).[5]

## Ancestros
|  |                                                              |  |  |  |  |  |  |  |  |  |  |  |  |  |  |  |
|  | 16. Rey Keaweikekahialiʻiokamoku de la Isla de Hawái         |  |  |  |  |  |  |  |  |  |  |  |  |  |  |  |
|  |                                                              |  |  |  |  |  |  |  |  |  |  |  |  |  |  |  |
|  |                                                              |  |  |  |  |  |  |  |  |  |  |  |  |  |  |  |
|  | 8. Príncipe Keʻeaumoku Nui de la Isla de Hawái               |  |  |  |  |  |  |  |  |  |  |  |  |  |  |  |
|  |                                                              |  |  |  |  |  |  |  |  |  |  |  |  |  |  |  |
|  |                                                              |  |  |  |  |  |  |  |  |  |  |  |  |  |  |  |
|  | 17. Princesa Kalanikauleleaiwi de la Isla de Hawái           |  |  |  |  |  |  |  |  |  |  |  |  |  |  |  |
|  |                                                              |  |  |  |  |  |  |  |  |  |  |  |  |  |  |  |
|  |                                                              |  |  |  |  |  |  |  |  |  |  |  |  |  |  |  |
|  | 4. Gran Jefe Keōua Kalanikupuapaʻikalaninui de Kohala        |  |  |  |  |  |  |  |  |  |  |  |  |  |  |  |
|  |                                                              |  |  |  |  |  |  |  |  |  |  |  |  |  |  |  |
|  |                                                              |  |  |  |  |  |  |  |  |  |  |  |  |  |  |  |
|  | 18. Gran Jefe Ku-a-Nuʻuanau de Oʻahu                         |  |  |  |  |  |  |  |  |  |  |  |  |  |  |  |
|  |                                                              |  |  |  |  |  |  |  |  |  |  |  |  |  |  |  |
|  |                                                              |  |  |  |  |  |  |  |  |  |  |  |  |  |  |  |
|  | 9. Gran Jefa Kamakaʻimoku de Oʻahu                           |  |  |  |  |  |  |  |  |  |  |  |  |  |  |  |
|  |                                                              |  |  |  |  |  |  |  |  |  |  |  |  |  |  |  |
|  |                                                              |  |  |  |  |  |  |  |  |  |  |  |  |  |  |  |
|  | 19. Gran Jefa Umiula-a-Kaʻahumanu de Koala                   |  |  |  |  |  |  |  |  |  |  |  |  |  |  |  |
|  |                                                              |  |  |  |  |  |  |  |  |  |  |  |  |  |  |  |
|  |                                                              |  |  |  |  |  |  |  |  |  |  |  |  |  |  |  |
|  | 2. Rey Kamehameha I de Hawái                                 |  |  |  |  |  |  |  |  |  |  |  |  |  |  |  |
|  |                                                              |  |  |  |  |  |  |  |  |  |  |  |  |  |  |  |
|  |                                                              |  |  |  |  |  |  |  |  |  |  |  |  |  |  |  |
|  | 20. Gran Jefe Kauaua-a-Mahi de Kohala                        |  |  |  |  |  |  |  |  |  |  |  |  |  |  |  |
|  |                                                              |  |  |  |  |  |  |  |  |  |  |  |  |  |  |  |
|  |                                                              |  |  |  |  |  |  |  |  |  |  |  |  |  |  |  |
|  | 10. Gran Jefe Haʻae-a-Mahi de Kohala                         |  |  |  |  |  |  |  |  |  |  |  |  |  |  |  |
|  |                                                              |  |  |  |  |  |  |  |  |  |  |  |  |  |  |  |
|  |                                                              |  |  |  |  |  |  |  |  |  |  |  |  |  |  |  |
|  | 21. Princesa Kalanikauleleaiwi de la Isla de Hawái (= 17)    |  |  |  |  |  |  |  |  |  |  |  |  |  |  |  |
|  |                                                              |  |  |  |  |  |  |  |  |  |  |  |  |  |  |  |
|  |                                                              |  |  |  |  |  |  |  |  |  |  |  |  |  |  |  |
|  | 5. Gran Jefa Kekuʻiapoiwa II de Kailua-Kona                  |  |  |  |  |  |  |  |  |  |  |  |  |  |  |  |
|  |                                                              |  |  |  |  |  |  |  |  |  |  |  |  |  |  |  |
|  |                                                              |  |  |  |  |  |  |  |  |  |  |  |  |  |  |  |
|  | 22. Rey Keaweikekahialiʻiokamoku de la Isla de Hawái (= 16)  |  |  |  |  |  |  |  |  |  |  |  |  |  |  |  |
|  |                                                              |  |  |  |  |  |  |  |  |  |  |  |  |  |  |  |
|  |                                                              |  |  |  |  |  |  |  |  |  |  |  |  |  |  |  |
|  | 11. Princesa Kekelakekeokalani-a-Keawe de la Isla de Hawái   |  |  |  |  |  |  |  |  |  |  |  |  |  |  |  |
|  |                                                              |  |  |  |  |  |  |  |  |  |  |  |  |  |  |  |
|  |                                                              |  |  |  |  |  |  |  |  |  |  |  |  |  |  |  |
|  | 23. Princesa Kalanikauleleaiwi de la Isla de Hawái (= 17)    |  |  |  |  |  |  |  |  |  |  |  |  |  |  |  |
|  |                                                              |  |  |  |  |  |  |  |  |  |  |  |  |  |  |  |
|  |                                                              |  |  |  |  |  |  |  |  |  |  |  |  |  |  |  |
|  | 1. Kamehameha III de Hawái                                   |  |  |  |  |  |  |  |  |  |  |  |  |  |  |  |
|  |                                                              |  |  |  |  |  |  |  |  |  |  |  |  |  |  |  |
|  |                                                              |  |  |  |  |  |  |  |  |  |  |  |  |  |  |  |
|  | 24. Príncipe Kalaninuiamamao de la Isla de Hawái             |  |  |  |  |  |  |  |  |  |  |  |  |  |  |  |
|  |                                                              |  |  |  |  |  |  |  |  |  |  |  |  |  |  |  |
|  |                                                              |  |  |  |  |  |  |  |  |  |  |  |  |  |  |  |
|  | 12. Rey Kalaniʻōpuʻu de la Isla de Hawái                     |  |  |  |  |  |  |  |  |  |  |  |  |  |  |  |
|  |                                                              |  |  |  |  |  |  |  |  |  |  |  |  |  |  |  |
|  |                                                              |  |  |  |  |  |  |  |  |  |  |  |  |  |  |  |
|  | 25. Gran Jefa Kamakaʻimoku de Oʻahu (= 9)                    |  |  |  |  |  |  |  |  |  |  |  |  |  |  |  |
|  |                                                              |  |  |  |  |  |  |  |  |  |  |  |  |  |  |  |
|  |                                                              |  |  |  |  |  |  |  |  |  |  |  |  |  |  |  |
|  | 6. Rey Kīwalaʻō de la Isla de Hawái                          |  |  |  |  |  |  |  |  |  |  |  |  |  |  |  |
|  |                                                              |  |  |  |  |  |  |  |  |  |  |  |  |  |  |  |
|  |                                                              |  |  |  |  |  |  |  |  |  |  |  |  |  |  |  |
|  | 26. Rey Kekaulike de Maui                                    |  |  |  |  |  |  |  |  |  |  |  |  |  |  |  |
|  |                                                              |  |  |  |  |  |  |  |  |  |  |  |  |  |  |  |
|  |                                                              |  |  |  |  |  |  |  |  |  |  |  |  |  |  |  |
|  | 13. Princesa Kalola Pupuka-o-Honokawailani de Maui           |  |  |  |  |  |  |  |  |  |  |  |  |  |  |  |
|  |                                                              |  |  |  |  |  |  |  |  |  |  |  |  |  |  |  |
|  |                                                              |  |  |  |  |  |  |  |  |  |  |  |  |  |  |  |
|  | 27. Princesa Kekuʻiapoiwa de Maui                            |  |  |  |  |  |  |  |  |  |  |  |  |  |  |  |
|  |                                                              |  |  |  |  |  |  |  |  |  |  |  |  |  |  |  |
|  |                                                              |  |  |  |  |  |  |  |  |  |  |  |  |  |  |  |
|  | 3. Princesa Keōpūolani de la Isla de Hawái                   |  |  |  |  |  |  |  |  |  |  |  |  |  |  |  |
|  |                                                              |  |  |  |  |  |  |  |  |  |  |  |  |  |  |  |
|  |                                                              |  |  |  |  |  |  |  |  |  |  |  |  |  |  |  |
|  | 28. Príncipe Keʻeaumoku Nui de la Isla de Hawái (= 8)        |  |  |  |  |  |  |  |  |  |  |  |  |  |  |  |
|  |                                                              |  |  |  |  |  |  |  |  |  |  |  |  |  |  |  |
|  |                                                              |  |  |  |  |  |  |  |  |  |  |  |  |  |  |  |
|  | 14. Gran Jefe Keōua Kalanikupuapaʻikalaninui de Kohala (= 4) |  |  |  |  |  |  |  |  |  |  |  |  |  |  |  |
|  |                                                              |  |  |  |  |  |  |  |  |  |  |  |  |  |  |  |
|  |                                                              |  |  |  |  |  |  |  |  |  |  |  |  |  |  |  |
|  | 29. Gran Jefa Kamakaʻimoku de Oʻahu (= 9)                    |  |  |  |  |  |  |  |  |  |  |  |  |  |  |  |
|  |                                                              |  |  |  |  |  |  |  |  |  |  |  |  |  |  |  |
|  |                                                              |  |  |  |  |  |  |  |  |  |  |  |  |  |  |  |
|  | 7. Gran Jefa Kekuʻiapoiwa Liliha de la Isla de Hawái         |  |  |  |  |  |  |  |  |  |  |  |  |  |  |  |
|  |                                                              |  |  |  |  |  |  |  |  |  |  |  |  |  |  |  |
|  |                                                              |  |  |  |  |  |  |  |  |  |  |  |  |  |  |  |
|  | 30. Rey Kekaulike de Maui (= 26)                             |  |  |  |  |  |  |  |  |  |  |  |  |  |  |  |
|  |                                                              |  |  |  |  |  |  |  |  |  |  |  |  |  |  |  |
|  |                                                              |  |  |  |  |  |  |  |  |  |  |  |  |  |  |  |
|  | 15. Princesa Kalola Pupuka-o-Honokawailani de Maui (= 13)    |  |  |  |  |  |  |  |  |  |  |  |  |  |  |  |
|  |                                                              |  |  |  |  |  |  |  |  |  |  |  |  |  |  |  |
|  |                                                              |  |  |  |  |  |  |  |  |  |  |  |  |  |  |  |
|  | 31. Princesa Kekuʻiapoiwa de Maui (= 27)                     |  |  |  |  |  |  |  |  |  |  |  |  |  |  |  |
|  |                                                              |  |  |  |  |  |  |  |  |  |  |  |  |  |  |  |
|  |                                                              |  |  |  |  |  |  |  |  |  |  |  |  |  |  |  |

| Predecesor: Kamehameha II | Rey de Hawái 1824 - 1854 | Sucesor: Kamehameha IV |